# Ksenija Prohaska
Ksenija Prohaska, znana także jako Ksenia Prohaska (ur. 17 grudnia 1953 w Splicie, w ówczesnej jugosłowiańskiej Ludowej Republice Chorwacji) – jugosłowiańska i chorwacka aktorka teatralna, filmowa i telewizyjna. 

## Wybrane role filmowe
- 1981: Goście z galaktyki Arkana (Gosti iz galaksije / Monstrum z galaxie Arkana) – Andra
- 1985: Transylvania 6-5000 – Mumia
- 1991: Bugsy – Marlene Dietrich
- 1992: No Place to Hide – kobieta z autobusu
- 2006: Trešeta – Stela[1][2]
- 2016: Creators: The Past – dr Ferrari